# Liste von Imkern und Bienenforschern
Die Liste von Imkern und Bienenforschern listet Personen auf, die direkt oder indirekt einen wesentlichen Beitrag zur Imkerei oder zum Wissen um die Honigbiene geleistet haben. Bekannte Bienenforscher und Imker finden sich auch unter Geschichte der Imkerei.

## Geboren bis 1799
|  | Name (Lebensdaten) | Forschungsgebiet |
|  | --- | --- |
|  | Nickel Jakob * 1505 † 1576 | Nickel Jacob gebürtig in Sprottau war ein deutscher Imker und Schriftsteller. Er war der erste deutsche Autor, der 1568 ein Buch über Bienenzucht schrieb. Er ging in seinen Handwerker-Wanderjahren nach Pommern, Mecklenburg, ins Rheinland und brachte die verschiedenen Arten der Bienenhaltung und -zucht mit nach Sprottau. Die erste Buchausgabe mit fünf Holzschnitten erschien 1568 in Görlitz bei Ambrosius Fritsch, die zweite nach kaiserlichem Privileg acht Jahre später, 1576 in Magdeburg. Die Nachauflagen anderer Autoren benutzten die Holzschnitte seiner Erstausgabe. |
|  | Charles Butler * 1560 † 29. März 1647                                                                                               | Butler war ein englischer Logiker, Grammatiker und Imker. Er beobachtete, dass Bienen Wachs produzieren, dass in Stämmen ohne Königin die Arbeitsbienen Eier legten und dass der Drohn männlich ist. Von ihm stammt die erste Beschreibung der Wirkung eines Alarmpheromons. Er trägt in England den Beinamen Father of English Beekeeping. |
|  | René-Antoine Ferchault de Réaumur * 28. Februar 1683 in La Rochelle † 17. Oktober 1757 auf Château de la Bermondière in Bermondière | Seigneur de Reaumur war ein französischer Naturforscher und Gelehrter. Er verfasste ein zwölf-bändiges Werk über Insekten und ist Autor des Buches Physikalisch-ökonomische Geschichte der Bienen, das 1759 in deutscher Übersetzung erschien. Um die Bienen besser erforschen zu können, konstruierte er gläserne Bienen-Beobachtungsstöcke. Dabei erkannte er, dass die Bienenkönigin nicht die Regentin, sondern die Mutter des Bienenvolkes ist. |
|  | Johann Christian Ramdohr * 8. November 1730 in Aschersleben † 26. Oktober 1803 in Groß Schierstedt                                  | Ramdohr war ein deutscher Pastor und Bienenzüchter. Er veröffentlichte seine Erfahrungen mit der Magazinbienenpflege zunächst 1777 als Beitrag in einer Zeitschrift und sodann als Buch, das in vier Auflagen 1779, 1790, 1797 und posthum 1812 erschien. |
|  | Johann Ernst Spitzner * 27. April 1731 in Oberalbertsdorf † 31. August 1805 in Trebitz                                              | Spitzner war ein deutscher evangelischer Theologe, Ökonom und Bienenzüchter. Er veröffentlichte eine Schrift zur Vermehrung der Bienenvölker durch Schwarmableger und zur Haltung der Bienen in einzeln stehenden Körben. Er war ein Gegner der Magazinbienenpflege. |
|  | Anton Janša * 20. Mai 1734 in Bresniza † 13. September 1773 in Wien                                                                 | Janša war ein slowenischer Hofimkermeister von Maria Theresia und Leiter der Schule zur Förderung der Bienenzucht. Er entdeckte die im Bulbus-Abschnitt liegenden verdickten Chitinplatten, die bei der Weisel während der Paarung ausgestoßen werden. Er wies nach, dass die Bienenkönigin beim Hochzeitsflug von mehreren Drohnen in der Luft begattet wird und betrieb die sogenannte Drohnenzucht. Er stellte fest, dass der Vorschwarm mit der alten Königin den Stock verlässt. Ferner erfand er die erste Zargenbetriebsweise und entwickelte den Krainer Bauernstock.              |
|  | Johann Ludwig Christ * 18. Oktober 1739 in Öhringen † 19. November 1813 in Kronberg im Taunus                                       | Christ war ein deutscher Pfarrer, Pomologe und Bienenkundler. Er verfasste mehrere bienenkundliche Bücher, darunter die 1783 erschienene Anweisung zur nützlichen und angenehmen Bienenzucht für alle Gegenden, in dem er zum ersten Male den Begriff „Bien“ prägte. |
|  | Jonas de Gélieu * 21. August 1740 in Les Bayards † 17. Oktober 1827 in Colombier NE                                                 | de Gélieu war ein Schweizer Pfarrer und Bienenzüchter. |
|  | François Huber * 2. Juli 1750 in Genf † 22. Dezember 1831 in Lausanne                                                               | Huber war ein Schweizer Bienenkundler. Er widmete sich der Erforschung der Lebensverhältnisse der Bienen. Seine Erkenntnisse veröffentlichte er 1792 in dem Buch Nouvelles observations sur les abeilles. In seiner Heimat wurde er Bienen-Huber (Huber des abeilles) genannt. |
|  | Johann Klör * 16. April 1751 in Leutershausen, Hohenroth † 18. März 1818 in Würzburg                                                | „Bienenvater“ |
|  | Karl August Ramdohr * 14. August 1780 in Westeregeln † 8. Dezember 1845 in Jurgaitschen                                             | Ramdohr war ein deutscher Oberamtmann, Zoologe und Imker. Erkenntnisse zur Schwarm-Bienenzucht veröffentlichte er 1833 in dem Buch Die einträglichste und einfachste Art der Bienenzucht. |

## Geboren von 1800 bis 1899
|  | Name (Lebensdaten) | Forschungsgebiet |
|  | --- | --- |
|  | Georg Kleine * 1803 † 1894                                                                                            | Kleine war ein deutscher Pfarrer und Imker. |
|  | Moses Quinby * 1810 † 1875                                                                                            | Quinby war ein US-amerikanischer Imker. |
|  | Lorenzo Langstroth * 25. Dezember 1810 in Philadelphia † 6. Oktober 1895 in Dayton (Ohio)                             | Langstroh war ein US-amerikanischer Pastor und Imker. Er widmete sich der Weiterentwicklung des Beutenbaus und entdeckte 1851 den Bienenabstand von 8–10 mm als die Distanz, die von Bienen nicht mehr mit Wachs überbaut wird. 1853 stellte er das Langstroth-Beutensystem, einen modularen Beutentyp vor, der als Urform der modernen Magazinbeute gilt. |
|  | Johann Dzierzon * 16. Januar 1811 in Lowkowitz † 26. Oktober 1906 ebenda                                              | Dzierzon war ein schlesischer Pfarrer und Imker. Er war der erste Imker, der bewegliche Holzleisten verwendete. 1835 entdeckte er die eingeschlechtliche Fortpflanzung (Parthenogenese) bei Bienen. Eine bedeutende moderne Auszeichnung für Imker ist die Dr. Johannes Dzierzon-Medaille. |
|  | William Charles Cotton * 30. Januar 1813 in Leytonstone, Essex † 22. Juni 1879 in Chiswick, London                    | Cotton war ein britischer Missionar und Bienenkundler. |
|  | Franz von Hruschka * 13. März 1819 in Wien † 8. Mai 1888 in Venedig                                                   | Hruschka war ein österreichischer Major und Erfinder der Honigschleuder. 1865 stellte er das Gerät bei einer Wanderversammlung der Imker in Brünn unter seinem Firmennamen Angelo Lettame vor. In modernen Bienenbüchern finden sich nur noch selten Informationen über Hruschka. |
|  | August Pollmann * 15. November 1813 in Alsdorf an der Sieg † 17. Mai 1898 in Bonn                                     | Pollmann war ein deutscher Musiklehrer, Bienenkundler und Lehrer für Agrikultur. Er hielt Vorlesungen über Bienenzucht an der Königlich Preußischen Landwirtschaftlichen Lehranstalt Bonn-Poppelsdorf. Er ist der Erfinder des Bienenkabinetts, sowie des Bienenherbariums und der Erstbeschreiber der Bienenrassen Apis mellifera carnica, Apis mellifera cypria und Apis mellifera caucasica. |
|  | Johannes Mehring * 1815 in Kleinniedesheim † 1878 in Frankenthal                                                      | Mehring war ein deutscher Imker. Er ist der Autor des 1869 erschienenen Buches Das neue Einwesensystem als Grundlage der Bienenzucht oder Wie der rationelle Imker den höchsten Ertrag von seinen Bienen erzielt. Er erläuterte darin den Begriff des Bien, womit er die erste Definition eines Superorganismus lieferte und die theoretische Grundlage für die rationelle Imkerei legte. |
|  | August von Berlepsch * 28. Juni 1815 in Seebach † 17. September 1877 in München                                       | von Berlepsch war ein deutscher Bienenforscher. Er ist der Erfinder der beweglichen eckigen Wabenrähmchen. Er förderte die Verbreitung von Lehrbienenständen und die Wanderung mit Bienen. |
|  | Charles Dadant * 20. Mai 1817 in Vaux-sous-Aubigny † 26. Juli 1902 in Hamilton, Illinois                              | Dadant war ein französischer Imker, der nach Amerika auswanderte. Er übersetzte Lorenzo Langstroths Werk The hive and the honey-bee ins Französische und gab das American Bee Journal heraus. Mit Dadant and Sons gründete eines der weltweit ersten Unternehmen für Imkerei-Werkzeuge. |
|  | Johann Georg Beringer * 1829 in Königstein † 1919 in Tutzing                                                          | „Tutzinger Bienenvater“, Vorsitzender und Wanderlehrer des bayerischen Imkervereins |
|  | Sebastian Kneipp * 17. Mai 1821 in Stephansried † 17. Juni 1897 in Wörishofen                                         | Kneipp war ein deutscher Pfarrer und Hydrotherapeut. Er war Imker und beschäftigte sich mit der Züchtung von Bienenrassen. Außerdem bildete er zahlreiche junge Imker aus und war als der Schwäbische Bienenvater bekannt. |
|  | Gregor Mendel * 20. Juli 1822 in Heinzendorf/Mähren † 6. Januar 1884 in Brünn                                         | Mendel war ein Augustinermönch und Priester. Er begründete durch Versuche mit Erbsen die moderne Vererbungslehre. Seit 1869 versuchte er, seine Erkenntnisse auch auf die Biologie der Honigbiene zu übertragen, was aber wegen der Mehrfachpaarung bei Bienen nur teilweise gelang. |
|  | Traugott Ludwig Krancher * 14. Februar 1824 in Radeburg † 16. Mai 1914 in Frohburg                                    | Krancher war Begründer, Herausgeber und Redakteur der Verbandszeitschrift der deutschen Imker: Deutscher Bienenfreund und Autor weiterer apidologischer Literatur. |
|  | Charles C. Miller * 1831 † 1920                                                                                       | Miller war ein US-amerikanischer Arzt und Imker. |
|  | Wilhelm Busch * 15. April 1832 in Wiedensahl † 9. Januar 1908 in Mechtshausen                                         | Busch war ein deutscher humoristischer Dichter und Zeichner. Über seinen Onkel Georg Kleine kam Wilhelm Busch in Kontakt mit der Imkerei. Er veröffentlichte Abhandlungen über Bienen im Bienenwirtschaftlichen Centralblatt. In der Bildergeschichte Schnurrdiburr oder Die Bienen zeigte er die Arbeitsteilung im Bienenstock, die Aufzucht der Brut, das Schwärmen und die Abwehr von Feinden des Bienenstocks. |
|  | Georges de Layens * 1834 † 1897                                                                                       | de Layens war ein französischer Botaniker und Bienenkundler. |
|  | William Broughton Carr * 1837 † 1909                                                                                  | Broughton war ein britischer Autor und Imker. Er entwickelte eine in der britischen Imkerei über lange Zeit verbreitete doppelwandige Beute. |
|  | Amos Root * 1839 † 1923                                                                                               | Root war ein US-amerikanischer Imker. |
|  | Albert John Cook * 1842 † 1916                                                                                        | Cook war ein US-amerikanischer Zoologe und Bienenkundler. |
|  | Robert A. Holekamp * 1848 † 1922                                                                                      | Holekamp war ein US-amerikanischer Unternehmer und Bienenkundler. |
|  | Max Kuntzsch * 16. Februar 1851 in Gohlis † 20. November 1919 in Nowawes                                              | Kuntzsch war ein deutscher Imker und Bienenforscher. Er entwickelte die Kuntzsch-Zwillingsbeute und normierte ein Wabenmaß (Kuntzsch-Breitwabe). Er ist Autor des Ratgeberbuches Imkerfragen und Konstrukteur der Kuntzsch-Wabenzange. |
|  | Ferdinand Dickel * 22. Mai 1854 in Michelbach † 27. Juli 1917 in Darmstadt                                            | Dickel war ein deutscher Lehrer und Insektenkundler. Er übernahm die Imkerei seines Vaters. Er war ein Gegner der Theorie zur Parthenogenese und verfasste eine eigene Theorie zur Geschlechtsbildung. Er war Redakteur der Bienenzeitung und der hessischen Zeitschrift Die Biene. |
|  | Oskar Krancher * 11. April 1857 in Schneeberg † 18. August 1936 in Leipzig                                            | Oskar Krancher war ein deutscher Naturwissenschaftler und Realschullehrer, der von seinem Vater in die Bienenzucht eingeführt wurde. Er war der Begründer und Herausgeber des Entomologischen Jahrbuchs und Autor zahlreicher Fachbücher zur Bienenzucht. Von 1910 bis zu seinem Tode hatte er die Leitung der Abteilung Bienenzucht des Landwirtschaftlichen Instituts der Universität Leipzig inne. |
|  | Johann Martin Roth * 16. April 1858 in Philippsburg † 17. Februar 1937 in Karlsruhe                                   | 1891 öffnete die „erste staatlich anerkannte, unter staatlicher Mitwirkung errichtete und unter staatlicher Aufsicht stehende Anstalt für Bienenzucht in Deutschland“ ihre Pforten in Eberbach unter der Leitung von Johann Martin Roth. 1893 veröffentlichte J. M. Roth sein Lehrbuch BADISCHE IMKERSCHULE Leitfaden für den bienenwirtschaftlichen Unterricht bei Imkerkursen, das bis heute in weiten Teilen Gültigkeit hat. Darin beschrieb Roth bereits die Einheitswerbung, Einheitsetikett und Einheitsglas sowie die Imkerversicherung.                                              |
|  | Hugo von Buttel-Reepen * 12. Februar 1860 in Bremen † 7. November 1933 in Oldenburg                                   | von Buttel-Reepen war ein deutscher Zoologe und Bienenkundler. |
|  | Ferdinand Gerstung * 6. März 1860 in Vacha † 5. März 1925 in Oßmannstedt                                              | Gerstung war ein deutscher Imker. Er gründete mit August Ludwig den Deutschen Reichsverein für Bienenzucht, einen der Vorläufer Deutschen Imkerbundes. Auf seine Anregung hin wurde 1907 das Deutsche Reichs-Bienenzuchtmuseum des Deutschen Imkerbundes in Weimar gegründet. |
|  | Heinrich Friese * 4. Mai 1860 in Schwerin † 8. September 1948 ebenda                                                  | Friese war ein deutscher Orgelbauer, Zoologe und Insektenkundler. Er ist der Verfasser des sechsbändigen Werkes Die Bienen Europas. Die Bienengattung Eufriesea wurde ihm zu Ehren benannt. |
|  | Heinrich Freudenstein * 1. Februar 1863 Maden, Kreis Fritzlar † 15. Februar 1935 in Marburg                           | Freudenstein war ein deutscher Volksschullehrer und Imker. Er erkannte, dass Bienen auf Zucker besser als auf Honig überwintern und setzte sich für die Verbreitung dieser Methode ein. Er gab ab 1902 die eigene Zeitschrift Neue Bienenzeitung heraus. Sein „Lehrbuch der Bienenzucht“ erschien in 6 Auflagen. Nach ihm wurde ein Rähmchenmaß, das Freudenstein-Rähmchen, benannt. |
|  | Detlef Breiholz * 24. Oktober 1864 in Vaasbüttel † 1. Dezember 1929 in Neumünster                                     | Breiholz war ein deutscher Lehrer und Imker. Er gründete 1907 die erste deutsche Imkerschule in Preetz. Er war Redakteur Schleswig-Holsteinischen Bienenzeitung, Vorsitzender des Preußischen Imkerbundes und später Leiter der Vereinigung der Deutschen Imkerverbände. Er setzte sich für eine einheitliche Verpackung des Honigs ein. |
|  | August Ludwig * 1867 † 1951                                                                                           | Ludwig war ein deutscher Pfarrer und Imker. Er gründete und leitete den Lehrbienenstand der Universität Jena. Er war Schriftleiter der von L. Gerstung gegründete Zeitschrift Die Deutsche Bienenzucht in Theorie und Praxis. |
|  | Émile Warré * 9. März 1867 in Grébault-Mesnil † 20. April 1951 in Tours                                               | Warré war ein französischer Geistlicher und Imker. Er entwickelte und vertrieb die Ruche populair (Volksbeute). Den Bau und Betriebsweise dieser Beute beschreibt er in seinem in zwölf Auflagen erschienenen Buch L’apiculture pour tous (Bienenhaltung für alle). |
|  | Carl Rehs * 28. April 1867 in Lägs † 4. Oktober 1945 in Königsberg                                                    | Rehs war ein deutscher Lehrer, Autor und Imker. Er war Mitglied im Wirtschaftsausschuss des Deutschen Imkerbundes und Leiter des Ostpreußischen Imkerverbandes. Er war über 25 Jahre lang Erster Schriftleiter der Preußischen Bienen-Zeitung und gründete die Imkerschule in Korschen. |
|  | Wilhelm August Johannes Aisch * 19. März 1871 in Müllrose, Brandenburg † 6. Mai 1939 in Frankfurt am Main             | Aisch war Pfarrer und Imker. Er führte die Verbindung des Imkerbundes mit der Deutschen Landwirtschafts-Gesellschaft herbei und war Geschäftsführer der Wanderversammlung deutsch-österreichisch-ungarischer Bienenwirte. |
|  | Guido Sklenar * 15. Juni 1871 in Albona † 25. Mai 1953 in Mistelbach                                                  | Sklenar war ein österreichischer Lehrer und Imker. Unter den von ihm betreuten Bienenvölkern erkannte er das Volk 47 als besonders ruhig und ertragsstark und züchtete aus diesem die Carnica-Linie. Ab 1919 wurde er Züchter und gründete 1921 die Österreichische-Königinnenzüchter-Vereinigung, deren Mitteilungsblatt, das Bienenmütterchen von ihm herausgegeben wurde. 1923 veröffentlichte er sein Hauptwerk Imkerpraxis, das noch heute als Standardlehrbuch gilt. |
|  | Enoch Zander * 19. Juni 1873 in Zirzow † 15. Juni 1957 in Erlangen                                                    | Zander war ein deutscher Zoologe und Bienenkundler. Er war Professor und Direktor der Königlichen Anstalt für Bienenzucht in Bayern, der späteren Staatlichen Anstalt für Bienenzucht. Er konstruierte zusammen mit Johann Merz die Zander-Beute und leistete wesentliche Beiträge zur Geschlechtsbestimmung der Bienen. 1909 entdeckte er den Erreger der Nosemose, der nach ihm Nosema apis Zander benannt wurde. Er entwickelte ein Verfahren zur Weiselzucht und führte die Königinnenzucht in Deutschland ein. Er erforschte die Bestimmung der Herkunft von Honig durch Pollenanalyse. |
|  | Leopold Gombocz * 1875 in Károlyfa † 1943 in Laafeld, Steiermark                                                      | Gombocz war ein österreichisch-ungarischer Großimker. Er gilt als Pionier der Bienenwanderung per Eisenbahn sowie als einer der Wegbereiter der künstlichen Vermehrung von Bienenvölkern. |
|  | Karl Pinkpank * 22. Januar 1884 † 1. Februar 1947                                                                     | Pinkpank war deutscher Politiker und Imker. Er war Geschäftsführer des Imker-Landesverbandes Mecklenburg, ab 1926 war er Pressereferent des Deutschen Imkerbundes. Er verfasste Texte in niederdeutscher Sprache für die Zeitschrift Uns' Imme. |
|  | Ludwig Armbruster * 7. September 1886 in Markdorf † 4. Juni 1973 in Lindau (Bodensee)                                 | Armbruster war ein deutscher Priester, Zoologe und Bienenkundler. Er war ab 1923 Direktor des Institutes für Bienenkunde (IfB) der Universität Berlin, wurde als „Judenfreund“ aber 1934 entlassen. Er war Herausgeber der Zeitschrift Archiv für Bienenkunde und ist der Autor des Standardwerkes Bienenzüchtungskunde. Er richtete in Berlin die erste Honigprüfstelle ein. |
|  | Karl von Frisch * 20. November 1886 in Wien † 12. Juni 1982 in München                                                | von Frisch war ein deutscher Zoologe und Verhaltensforscher. Er entdeckte den Geruchssinn der Bienen und erforschte deren Orientierungsvermögen. Er entschlüsselte den Schwänzeltanz. Für seine Verhaltensforschungen wurde er 1973 zusammen mit Konrad Lorenz und Nikolaas Tinbergen mit dem Nobelpreis ausgezeichnet. |
|  | Jonas Kriščiūnas * 5. Januar 1888 in Stebuliškės, Russland † 2. Juli 1973 in Kaunas                                   | Kriščiūnas war ein sowjetisch-litauischer Agronom, Imker und Politiker. |
|  | Georg Statz * 23. November 1894 † 29. August 1945                                                                     | Statz war ein deutscher Zoologe und Bienenkundler. |
|  | Walter T. Kelley * 1897 in Sturgis (Michigan) † 22. August 1986 in Grayson County (Kentucky)                          | Kelley war ein US-amerikanischer Bienenkundler und Unternehmer. |
|  | Karl Kehrle (bekannt als Bruder Adam) * 3. August 1898 in Mittelbiberach † 1. September 1996 in Buckfast Abbey, Devon | Kehrle war ein deutscher Imker und benediktinischer Mönch. Er züchtete die Buckfastbiene. |
|  | W. W. Alpatow * 1898 † 1979                                                                                           | Alpatow war ein russischer Zoologe und Bienenkundler. |

## Geboren ab 1900
|  | Name (Lebensdaten)                                                                      | Forschungsgebiet |
|  | --------------------------------------------------------------------------------------- | --- |
|  | Anna Maurizio * 1900 † 1993                                                             | Maurizio war eine Schweizer Bienenforscherin. Über drei Jahrzehnte arbeitete sie in der Bienenabteilung der Eidgenössischen Milchwirtschaftlichen und Bakteriologischen Anstalt Liebefeld. |
|  | Friedrich Karl Böttcher * 13. Juli 1910 in Elberfeld † 23. Juli 2005                    | Böttcher war ein deutscher Imker und war Leiter der Bayerischen Landesanstalt für Bienenzucht. |
|  | Eva Crane * 12. Juni 1912 in London † 6. September 2007 in Slough                       | Crane war eine britische Physikerin und Autorin. Sie publizierte mehr als 180 wissenschaftliche Aufsätze und Bücher über Bienen und Bienenhaltung, darunter die enzyklopädischen Werke Bees and Beekeeping: science, practice and world resources (1990) und The World History of Beekeeping and Honey Hunting (1999). Sie war Gründungsmitglied und Direktorin der International Bee Research Association (IBRA).                                                                                              |
|  | Karl Pfefferle * 29. März 1918 in Münstertal/Baden † 24. Oktober 2009 in Münstertal     | Pfefferle war ein deutscher Bienenzuchtberater und Autor. Er gilt als Pionier der Magazinimkerei. Sein Werk Unser Imkern mit dem Magazin erhielt 1979 und 1983 Goldmedaillen bei der APIMONDIA. Pfefferle war Hauptinitiator und Motor des Bienenkundemuseums Münstertal. 1987 wurde er als bisher einziger deutscher Praktiker Ehrenmitglied der Weltorganisation APIMONDIA. |
|  | Ted Hooper * 21. September 1918 † 19. März 2010                                         | Hooper war ein britischer Imker und Mitautor von The Illustrated Encyclopedia of Beekeeping. |
|  | Martin Lindauer * 19. Dezember 1918 in Wäldle † 13. November 2008 in München            | Lindauer war ein deutscher Verhaltensforscher. Er war Schüler von Karl von Frisch und setzte dessen Forschungen zur Verhaltensbiologie der Bienen fort. Er erforschte die Verständigungsmethoden der Bienen bei der Nahrungs- und Wohnungssuche, die Arbeitsteilung im Bienenstaat, die Temperaturregulierung im Bienenstock und die Orientierung sowie die Formen- und Duftwahrnehmung der Bienen und ihr Lernvermögen und Gedächtnis.                                                                         |
|  | Hans Ruttner * 1918 † 1979                                                              | Ruttner war ein österreichischer Imker und Direktor der Bundesanstalt für Bienenkunde. |
|  | Friedrich Ruttner * 1914 † 1998                                                         | Ruttner war ein österreichischer Zoologe und Bienenkundler. In der Zeit des Nationalsozialismus war er SS-Arzt, SA-Mitglied, Mitglied der NSDAP, Eugeniker und NS-Genetiker. Nach 1945 war er Bienen-Genetiker an der Biologischen Station in Lunz am See, die sein Vater Franz Ruttner leitete. Später wurde Ruttner Professor für Zoologie an der Universität Frankfurt am Main und Leiter des Instituts für Bienenkunde in Oberursel. Er verfasste das bienenkundliche Werk Naturgeschichte der Honigbienen. |
|  | Warwick Kerr * 9. September 1922 in Santana do Parnaíba, São Paulo † 15. September 2018 | Kerr war ein brasilianischer Agraringenieur, Genetiker und Insektenkundler. Er forschte auf dem Gebiet der genotypischen Geschlechtsbestimmung bei Bienen und ist für die Verbreitung der Afrikanisierten Honigbiene, einer Hybriden europäischer und afrikanischer Honigbienen, verantwortlich. |
|  | Karl Weiß * 17. Juni 1924 † 10. Dezember 2018                                           | Weiß war ein deutscher Insektenkundler und Imker. |
|  | Randolf Menzel * 7. Juni 1940 in Marienbad                                              | Menzel ist ein Bienenforscher an der Universität Berlin; Schüler von F. Ruttner. Er untersuchte die kognitiven Fähigkeiten von Honigbienen und unterschied dabei zwischen Kurzzeit-, Mittelzeit- und zwei Formen des Langzeitgedächtnisses. |
|  | Wolfgang Ritter * 1948                                                                  | Ritter ist ein deutscher Biologe; Schüler von F. Ruttner. Er promovierte über die Thermoregulation des Bienenvolkes und forscht über Bienenpathologie, insbesondere die Varroatose. |
|  | Gerhard Liebig * 17. Dezember 1948 in Kelsterbach                                       | Liebig ist ein deutscher Agrarwissenschaftler und Bienenkundler. Als wissenschaftlicher Mitarbeiter der Landesanstalt für Bienenkunde der Universität Hohenheim untersuchte er die Populationsdynamik von bienenwirtschaftlich wichtigen Honigtauerzeugern und Befallsentwicklung der Varroamilbe Varroa destructor. Er baute einen Trachtmeldedienst in Baden-Württemberg zur Beobachtung und Prognose der Wald- und Tannentracht auf.                                                                         |
|  | Jürgen Tautz * 6. Oktober 1949 in Heppenheim                                            | Tautz ist ein deutscher Verhaltensforscher, Soziobiologe und Bienenexperte. Er ist Gründungsvorsitzender des Vereins Bienenforschung Würzburg e.V. und entwickelte und leitet das interdisziplinäre Projekt HOneyBee Online Studies (HOBOS), eine internetbasierte Lehr- und Lernplattform, die Zugang zu Messdaten aus einem Bienenvolk bietet. |
|  | Friedrich Pohl * 1963                                                                   | Pohl promovierte über die Varroamilbe bei der Honigbiene. Er verfasste mehrere Fachbücher und ist beim staatlichen Veterinäramt in Bremen zuständig für Bienenhaltung. |